# 門真市立東小学校
門真市立東小学校（かどましりつ ひがししょうがっこう）は、大阪府門真市岸和田にある公立小学校。

## 沿革
- 1977年（昭和52年）5月30日 - 大字岸和田1204番地1を仮称第19小学校の用地に決定。
- 1982年（昭和57年）
  - 6月29日 - 仮称第19小学校を門真市立四宮小学校及び門真市立脇田小学校を分離して設立することに決定。
  - 10月15日 - 中央棟基礎コンクリート打設を行う。
- 1983年（昭和58年）
  - 1月26日 - 校名を大阪府門真市立東小学校と決定。
  - 4月5日 - 屋内運動場にて、開校式挙行。
  - 5月25日 - 一般募集の中から校章が決定。
  - 5月31日 - 創立記念日を10月15日と決定。
  - 6月23日 - プール開きを行う。
  - 10月15日 - 第一回創立記念日。
- 1984年（昭和59年）3月7日 - 一般募集の中から校歌を決定。
- 1992年（平成4年）10月14日 - 創立10周年記念式典挙行。
- 2002年（平成14年）10月11日 - 創立20周年記念式典挙行。同日、タイムカプセル設置。
- 2007年（平成19年）6月15日 - 全館に空調設備設置。
- 2013年（平成25年）1月27日 -  創立30周年記念式典挙行。同日、タイムカプセル開封。

## 通学区域
- 江端町8番～39番（35番1号～3号を除く）、岸和田1丁目～4丁目、東江端町[1]

※卒業後は基本的に門真市立第四中学校（江端町に限る）、門真市立第五中学校（江端町を除く）に進学する。

## アクセス
- 『江端』バス停下車後、徒歩約285m・約5分。
  - 京阪バス「2」系統・「2A」系統。
  - 近鉄バス「37」系統・「39」系統・「44」系統。
- 三箇自治体コミュニティバス『三箇六丁目南』バス停（大東市）下車後、徒歩約255m・約4分。

## その他
- 本校は大東市との市境線に近いため、大東市立三箇小学校の学区である大東市三箇6丁目などは、三箇小学校より本校の方が近い地区がある[2]。